# Azov (151)
Pour les articles homonymes, voir Azov (homonymie).
Le BDK-54 Azov (151) (russe : « Азов » (БДК-54)) est un navire de débarquement du projet 775 (nom OTAN : classe Ropucha-I) en service dans la 197e brigade de navires amphibies (flotte de la mer Noire) de la marine russe.

## Historique
Sa quille est posée le 22 novembre 1988 au chantier naval Stocznia Północna à Gdańsk (Pologne), il est lancé 19 mai 1989 et mis en service le 12 octobre 1990 sous le nom de BDK-54.
Le 23 novembre 1998, le navire est rebaptisé Azov en l'honneur du croiseur lance-missiles Azov de la classe Kara ayant servi dans la flotte de la mer Noire de la marine soviétique puis russe entre 1975 et 1998.
Au printemps 2022, il est en réparation dans le 13e dock de réparation navale de la base navale de Sébastopol.
À partir de 2022, le commandant du navire est le capitaine de 2e rang Sergueï Loutsenko.
Dans la nuit du 23 au 24 mars 2024, dans le contexte des bombardements ukrainiens de la Crimée lors de l'invasion russe de l'Ukraine, les forces ukrainiennes affirment avoir endommagé à Sébastopol les navires de débarquement Yamal et Azov,.